# Edward Dmytryk
Edward Dmytryk (Grand Forks, Brit Columbia, Kanada, 1908. szeptember 4. – Encino, Kalifornia, 1999. július 1.) amerikai filmrendező, filmvágó, filmproducer, forgatókönyvíró.

## Életpályája
Szülei Ukrajnából vándoroltak az Államokba. Az egyetemen fizikát s matematikát hallgatott. 1930–1939 között vágó, majd segédrendező és forgatókönyvíró volt. Mint filmrendező 1939-ben mutatkozott be. Néhány év alatt az élvonalba került. 1948 táján a hollywoodi baloldal képviselői közé tartozott. Az Amerika-ellenes tevékenységet vizsgáló bizottság perbe fogta és a „tízek”-kel együtt elítélte. A néhány hónapos börtön megtörte (1947). 1960-ban csillagot kapott a Hollywood Walk of Fame-en.

### Munkássága
Első figyelemre méltó sikere a Hitler gyermekei (1943) című antifasiszta történet volt. Haladó állásfoglalását, művészi képességeit e korszakában leginkább a Kereszttűz (1947) tükrözte. Ebben szenvedélyesen szembeszállt a faji előítéletekkel. A börtönt követően szakított nézeteivel, elvbarátaival és ettől kezdve készséggel kiszolgálta az uralkodó rendszert. Pálfordulása átmeneti színvonalesést is jelentett, mert alkotásaival az üzleti sikert kereste. Ekkor forgatta a háztetőről lövöldöző, szadista gyilkosról szóló, hírhedtté vált filmjét, Az orvlövészt (1952). Művészi magára találását utóbb A Caine lázadói című film jelzi. Herman Wouk feszült légkörű regényének (Zendülés a Caine hadihajón; 1954) ebben a feldolgozásában ismét társadalomkritikusan szemlélte az eseményeket, bírálta a haditengerészet szellemét. Irwin Shaw Oroszlánkölykök (1958) című antifasiszta művének eredeti náciellenes tendenciáját politikai követelményekre (az NSZK NATO-tagsága) való tekintettel erősen módosította. Nem járt sikerrel az a kísérlete sem, hogy új verzióban feldolgozza A kék angyalt (1959) Curd Jürgens-sel és May Britt-tel.

## Magánélete
1932-1947 között Madeleine Robinson volt a felesége. Egy fiuk született: Michael J. Dmytryk (1941) amerikai rendező-asszisztens. 1948-1999 között Jean Porter amerikai színésznő volt a párja.

## Filmjei
- Zaza (1939)
- Szerelmi történet (1939)
- Televíziós kém (Television Spy) (1939)
- Arany kesztyűk (Golden Gloves) (1940)
- Az ördög parancsol (The Devil Commands) (1941)
- Boston Blackie vallomásai (Confessions of Boston Blackie) (1941)
- Hitler gyermekei (Hitler's Children) (1943)
- Gyilkosság a gyönyöröm (1944)
- Vissza Bataanra (1945)
- Az idők végezetéig (Till the End of Time) (1946)
- Kereszttűz (1947)
- Megszállottság (Obsession) (1949)
- Felhőkarcolók árnyékában (1949)
- Lázadás (Mutiny) (1952)
- Az orvlövész (1952)
- Nyolc vasember (Eight Iron Men) (1952)
- A bűvész (The Juggler) (1953)
- Zendülés a Caine hadihajón (1954)
- A kettétört lándzsa (1954)
- Az ügy vége (The End of the Affair) (1955)
- A szerencse katonája (Soldier of Fortune) (1955)
- Az Isten bal keze (1955)
- A hegység (The Mountain) (1956)
- Raintree County (1957)
- Oroszlánkölykök I.-II. (1957–1958)
- A kék angyal (The Blue Angel) (1959)
- Cowboyháború (1959)
- Séta a járdaszélen (Walk on the Wild Side) (1962)
- Kalandorok (1964)
- Ahol a szerelem elmúlt (Where Love Has Gone) (1964)
- Káprázat (1965)
- Alvarez Kelly (1966)
- Az anziói partraszállás (Lo sbarco di Anzio) (1968)
- Shalako (1968)

## Díjai
- az 1947-es cannes-i filmfesztivál társadalmi film díja (1947): Kereszttűz
- Edgar Allan Poe-díj (1948): Kereszttűz (megosztva: John Paxton, Richard Brooks, Dore Schary, Adrian Scott)
- a Velencei Nemzetközi Filmfesztivál Pasinetti-díja (1950): Felhőkarcolók árnyékában
- Arany Kagyló díj (1965): Káprázat